# Вероника Сирецану
Вероника Ивановна Врагалева-Сирецану (на румънски: Veronika Ivanovna Vragaleva-Sirețeanu) е молдовска политичка, министърка на финансите на Молдова (16 февруари – 27 септември 2023). Освен румънски тя свободно владее английски и руски език.

## Биография
Родена е на 4 ноември 1985 г. в град Кишинев, Молдавска ССР, СССР. Тя е дъщеря на полковника от резерва Иван Врагалев, споменат в медиите като член на партия Partidul Acasă Construim Europa (PACE), ръководена от бившия заместник-началник на Генералния инспекторат на полицията на Република Молдова – Георге Чавкалюк, който напуска Молдова след предсрочните парламентарни избори на 11 юли 2021 г. и е обявен за международно издирване. Иван Врагалев отрича Георге Чавкалюк да е членувал в партията.
От 2003 до 2007 г. тя учи в Академията за икономическо образование на Молдова в Кишинев, а през 2008 г. придобива магистърска степен. През 2010 г. придобива магистърска степен в Академията по публична администрация. От 2010 до 2019 г. учи докторантура в Националния институт за икономически изследвания в Кишинев, като получава докторска степен по икономически науки.
От 2007 до 2016 г. работи в Държавната данъчна служба на Република Молдова. От 2010 до 2016 г. е научен сътрудник в Националния институт за икономически изследвания.
От 2015 до 2018 г. преподава в Академията за икономическо образование на Молдова.
През февруари 2016 г. става заместник-министър, а от ноември 2017 до август 2018 г. е държавен секретар, отговарящ за данъчната и митническата политика, счетоводството и корпоративния одит в Министерството на финансите на Република Молдова.
От 2019 до 2023 г. е изпълнителен директор на обществената организация с нестопанска цел FINedu, занимаваща се с дейности в областта на финансовата грамотност. От 2020 до 2022 г. е управител на Американската търговска камара в Република Молдова (AmCham), от 2022 до 2023 г. е заместник-директор за застъпничество и развитие на AmCham.
На 16 февруари 2023 г. с указ на президента Мая Санду е назначена за министър на финансите на Република Молдова в правителството, оглавявано от министър-председателя Дорин Речан.